# Rolf Dieffenbach
Rolf Dieffenbach   (Widdern, 12 de juny de 1951 - Districte de Steyr, 30 de juny de 2019) fou un pilot de motocròs alemany que destacà en competició internacional durant la dècada del 1980, quan fou un dels principals competidors al Campionat del món de 250cc. Les seves millors temporades al mundial varen ser les de 1980 i 1981, en què acabà quart. Al llarg de la seva carrera guanyà dos Grans Premis, el primer dels quals, el d'Espanya de 1980 (disputat el 13 d'abril al circuit del Vallès), representà la primera victòria en un Gran Premi de 250cc per a Honda.
Conegut al món de les curses com a Capo i Big German, Dieffenbach va néixer a Widdern, a uns 30 km de Heilbronn (dins la històrica Suàbia, al Land de Baden-Württemberg) i va córrer sempre per al Motoclub de Schefflenz. El juny del 2019, poc després del seu seixanta-vuitè aniversari, es va morir en un accident de trànsit a Àustria mentre feia un recorregut turístic amb la seva moto pels Alps, acompanyat d'uns amics.

## Trajectòria esportiva
De petit, Rolf Dieffenbach volia ser jugador de futbol al VfB Stuttgart. A 16 anys, però, va provar el motocròs i hi va quedar enganxat. Va començar a córrer amb una Hercules de 50 cc amb el suport econòmic de la seva àvia i el 1969, a 18 anys, va debutar oficialment en competició i es va dedicar a aquest esport en cos i ànima, mentre treballava i es formava amb el seu pare a l'empresa familiar d'instal·lació de calefaccions.
El 1971, va disputar la seva primera cursa internacional a Frankenbach (un districte de Heilbronn) i el 1974, el seu primer Gran Premi al costat de pilots del nivell de Guennady Moiseev i Jaroslav Falta. El 1975, ja amb Maico, es va perdre tota la temporada per culpa d'una fractura al peu just abans del començament del primer Gran Premi. El 1976, un cop restablert, va completar la seva primera temporada sencera al mundial de 250 cc i, acabat el campionat, fou seleccionat per a l'equip de la RFA al Motocross des Nations, que es disputava a Sint Anthonis, en substitució del seu compatriota Hans Maisch. Juntament amb els seus companys d'equip Adolf Weil, Herbert Schmitz i Willy Bauer, Dieffenbach va aconseguir-hi el tercer lloc per darrere de Bèlgica i els Països Baixos. El 1977 va disputar el mundial amb una Kramer experimental i el 1978 va passar a competir amb Kawasaki, marca on s'estigué fins que, el 1980, entrà a Honda com a pilot semi-oficial.
L'any del seu debut amb Honda, 1980, va guanyar el seu primer Gran Premi -i el de la marca japonesa- al Vallès (una victòria compartida Ex aequo amb el també alemany d'Honda Fritz Köbele) i va acabar quart al mundial. Repetí aquest resultat el 1981, de nou amb una Honda de fàbrica i el suport de l'importador alemany. La temporada següent, 1982, va aconseguir amb l'Honda una nova victòria en Gran Premi, concretament al de Txecoslovàquia, celebrat el 16 de maig a Holice. Dieffenbach va declarar algun cop que aquella fou la victòria més memorable de la seva carrera. Aquell dia, milers d'alemanys de l'antiga RDA eren presents a la cerimònia de lliurament dels trofeus i, en sonar l'himne nacional de l'Alemanya Occidental, tots ells van cantar amb emoció un himne que era prohibit a la RDA des dels inicis de la Guerra Freda, i ningú no es va molestar. Faltaven encara set anys i mig per a la caiguda del mur de Berlín.
Acabat el mundial de 1982, tornà a aconseguir el tercer lloc al Motocross des Nations amb la selecció alemanya, integrada a més d'ell per Hans Maisch, Vilem Toman i Arno Drechsel. Fou cap a aquesta època quan a Dieffenbach se'l començà a conèixer com a "Big German", un apel·latiu que va rebre als EUA per la seva complexió alta i forta, però també pels seus èxits esportius. Dieffenbach va seguir amb Honda fins al 1983. A finals d'aquell any, la marca japonesa es va retirar de la cilindrada dels 250 cc com a equip de fàbrica i l'alemany va tornar a Maico, però la seva carrera ja estava en hores baixes i al cap de poques temporades es va retirar definitivament.
A banda dels seus èxits internacionals, al llarg de la seva carrera Rolf Dieffenbach va guanyar tres Campionats d'Alemanya de 250 cc (1979, 1980 i 1982) i tres Supercopes de Schefflenz.

## Retirada
Un cop retirat del motocròs, Rolf Dieffenbach va participar durant deu anys en competicions de velocitat a la classe de Producció. A banda, combinava la seva responsabilitat al capdavant de la seva empresa de lampisteria amb la direcció de curses esportives en circuit durant molts anys i patrocinava, entre d'altres, al campió alemany de Superbike Marvin Fritz. Dedicava molts esforços a la promoció i cura dels joves i esdevingué entrenador de l'equip júnior de l'ADAC (l'equivalent al RACC alemany). El 1988, fou nomenat director de la selecció nacional per al Motocross des Nations.
Com a resultat de la seva carrera esportiva, Rolf Dieffenbach patia problemes als genolls i el 2016 l'operaren per a implantar-li una articulació artificial. Mai no va abandonar, però, el gust per la motocicleta i feia molts recorreguts per passos alpins fins a destinacions remotes, en grup o en solitari. Conduïa 600 o 700 km al dia.

## L'accident mortal
El juny del 2019, Rolf Dieffenbach feia una sortida de cap de setmana pels Alps austríacs amb la seva BMW R 1200 RS, acompanyat d'uns amics. Quan anaven per Neustiftgraben (prop de Maria Neustift, al districte de Steyr), la transmissió de la seva moto es va espatllar i l'oli va vessar a la carretera, cosa que va fer relliscar la roda posterior de la BMW i, a causa d'això, l'alemany s'estavellà contra un guarda-rail de la carretera, amb resultat de mort instantània. Segons algunes versions, l'avaria que provocà la fuita fou causada per un defecte tècnic de la transmissió, per bé que altres fonts apuntaven com a causant el tap de drenatge de l'oli del bloc motor, que s'hauria afluixat.

## Palmarès al mundial de motocròs
Font:
| Any  | Motocicleta | 500cc | 250cc |
| ---- | ----------- | ----- | ----- |
| 1975 | Maico       | 41è   | -     |
| 1976 | Maico       | -     | 16è   |
| 1977 | Kramer      | -     | 15è   |
| 1978 | Kawasaki    | -     | 16è   |
| 1979 | Kawasaki    | -     | 6è    |
| 1980 | Honda       | -     | 4t    |
| 1981 | Honda       | -     | 4t    |
| 1982 | Honda       | -     | 5è    |
| 1983 | Honda       | -     | 7è    |
| 1984 | Maico       | -     | 53è   |
| 1985 | ?           | -     | -     |
| 1986 | Honda       | 48è   | -     |